# Pomatorhinus ruficollis
Pomatorhinus ruficollis е вид птица от семейство Timaliidae.

## Разпространение
Видът е разпространен в Бангладеш, Бутан, Виетнам, Индия, Китай, Лаос, Мианмар и Непал.